# Albertville (Saskatchewan)
Albertville es un pueblo canadiense situado en la provincia de Saskatchewan.

## Superficie
Albertville tiene una superficie de 1,13 km².

## Demografía
En 2021, tenía 121 habitantes, una densidad poblacional de 107,5 hab./km², y 57 viviendas.